# Vanillier de Cayenne
Duranta erecta
Espèce
Classification phylogénétique
Le Vanillier de Cayenne (Duranta erecta) est une espèce d'arbuste à fleurs de la famille des Verbenaceae originaire d'Amérique centrale, du Sud et des Caraïbes. Il est largement cultivé comme plante ornementale dans les jardins tropicaux et subtropicaux dans le monde et s'est naturalisé dans de nombreux endroits. Il est considéré comme une espèce envahissante en Australie, en Chine, en Afrique du Sud et sur plusieurs îles du Pacifique. Il en existe un grand nombre de cultivars.
Contrairement à ce que son nom usuel semble indiquer, il n'est pas originaire de Cayenne ou de Guyane en général.

## Description
C'est un arbuste qui peut atteindre 5,5 m de haut. Les spécimens adultes possèdent des épines axillaires qui sont souvent absentes sur les jeunes spécimens. Les feuilles sont vert clair, elliptiques à ovales, opposées et atteignent 8 cm de long. Les fleurs, bleu clair ou bleu lavande sont en grappes serrées situées en extrémité et en axillaires les tiges, et apparaissent presque toute l'année. Les fruits sont de petites baies jaunes d'environ 1 cm de diamètre. Les feuilles et les baies de la plante sont très toxiques sauf pour les oiseaux qui mangent les fruits sans effets nocifs.

## Galerie

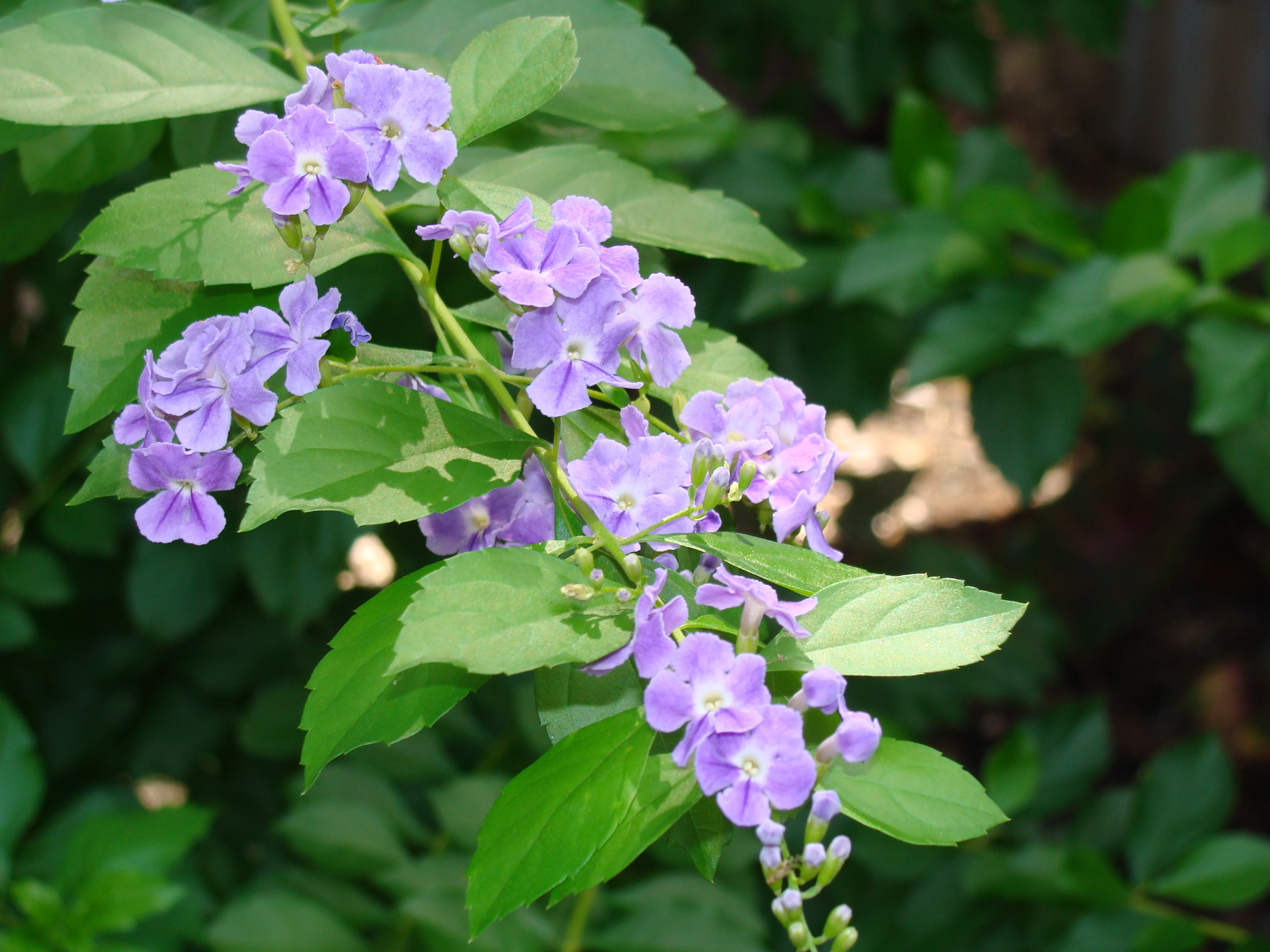
Feuilles et fleurs
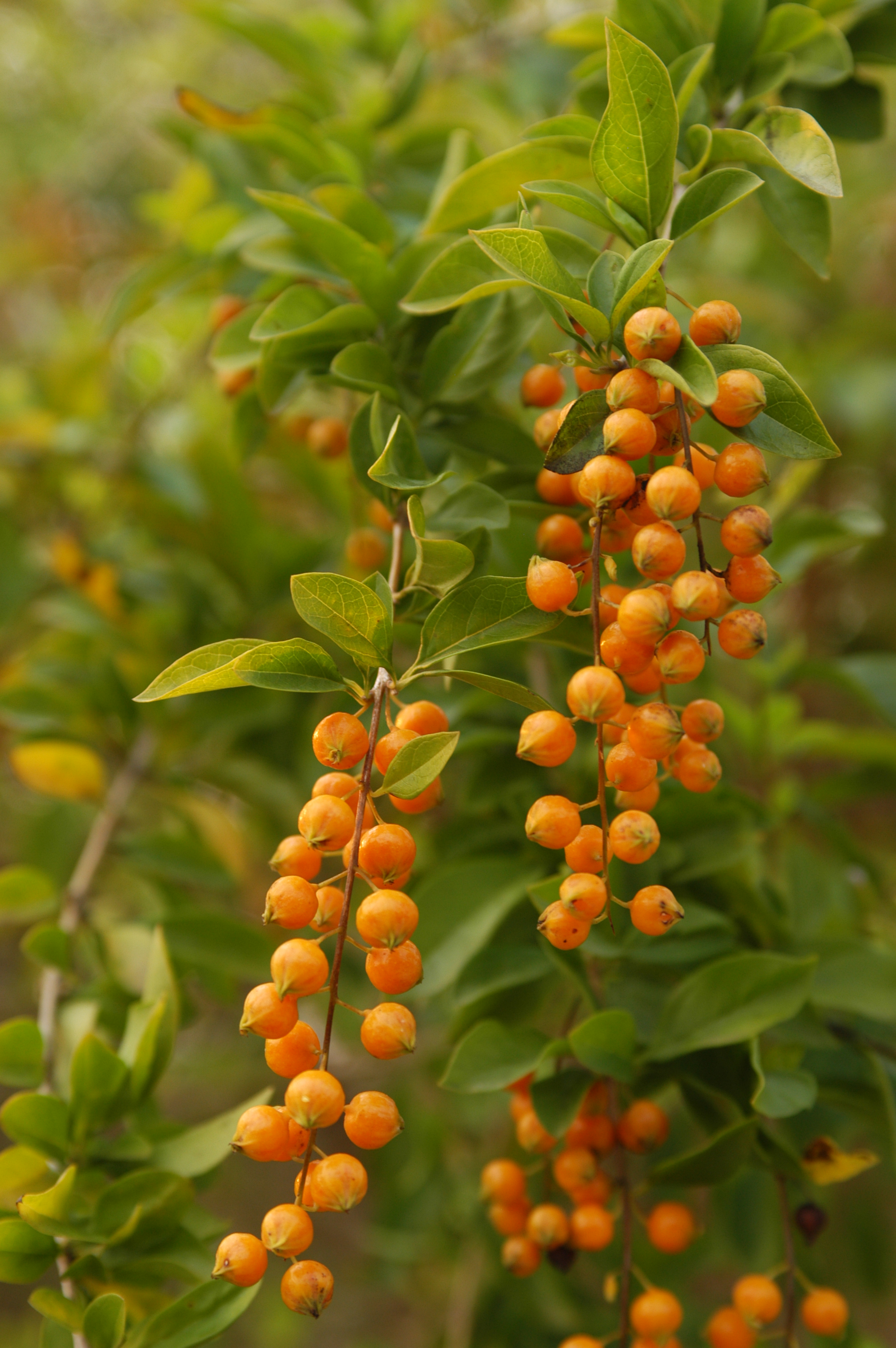
Feuilles et fruits
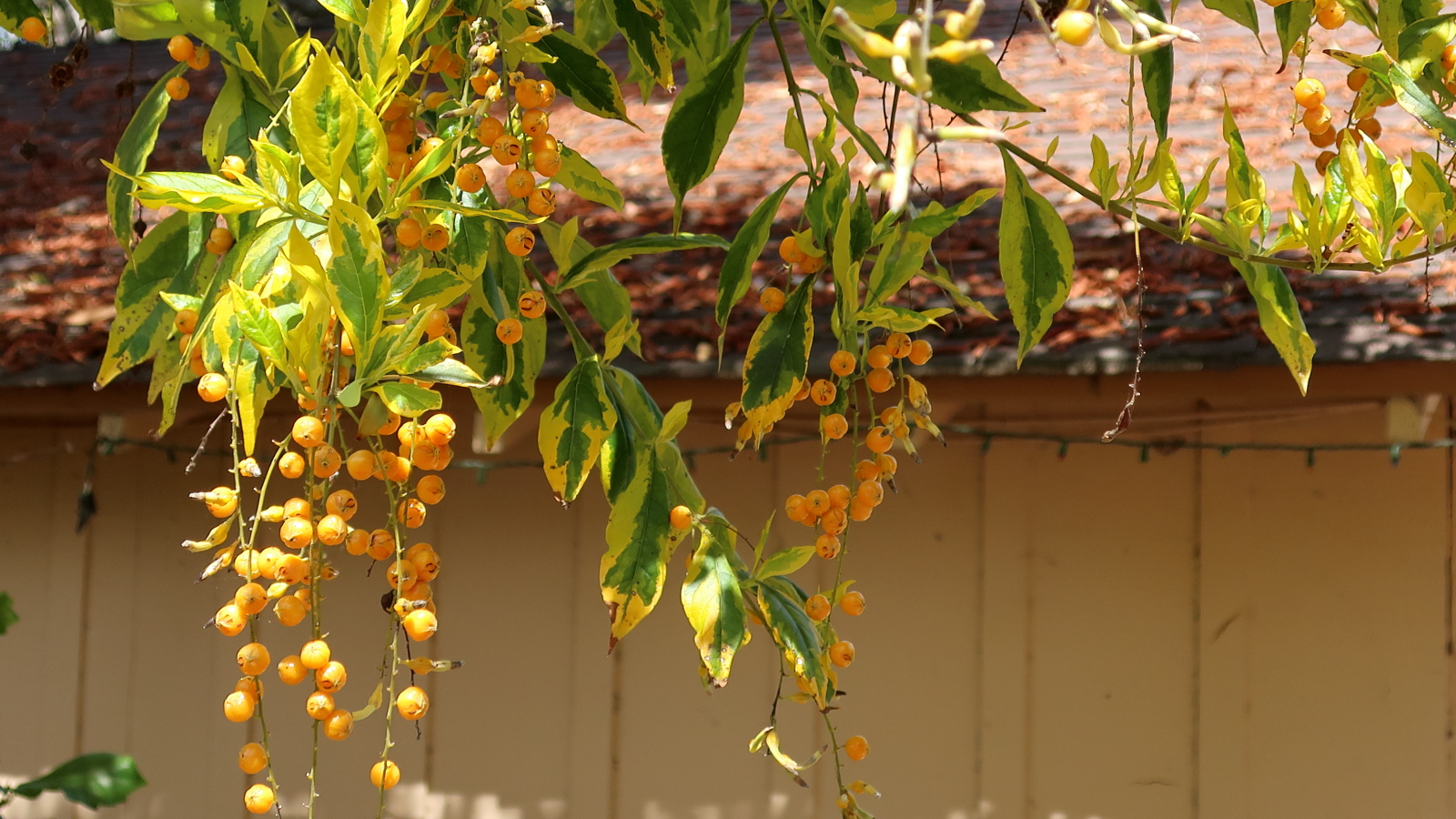
Feuilles et fruits d'un arbre du jardin botanique de San Diego